# Питта-великан
Питта-великан (лат. Pitta maxima) — вид птиц из семейства питтовых (Pittidae). Выделяют два подвида. Распространены в Индонезии.
Естественной средой обитания является субтропические и тропические влажные леса, преимущественно в низменных районах. Точная численность вида неизвестна, но она довольна велика, так что исчезновение виду не грозит. 
До сих пор неясно какой вид питт является наиболее близким родственником питте-великану. Считалось, что Pitta superba и Pitta sordida, или даже Pitta steerii, являются родственными видами, но были обнаружены существенные отличия, поэтому предположение было отвергнуто.

## Подвиды
Выделяют два подвида:
- Pitta maxima maxima  Müller et Schlegel, 1845
- Pitta maxima morotaiensis